# Kariopteris
Kariopteris (lat. Caryopteris), biljni rod grmlja iz porodice usnača. Sastoji se od osam priznatih vrsta čije je prirodno stanište jugoistočna Azija, točnije Kina, Japan i Koreja.
Imer roda dolazi od grčkih riječi karyon (plod) i pteron (krilo), a ukazuje na okriljeni plod.
Od hibrida poznat je vrsta plava magla, Caryopteris ×clandonensis, koja je otporna na niske temperature. Biljka može izdržati temperature do -10°C (14°F).

## Vrste
1. Caryopteris forrestii Diels
2. Caryopteris glutinosa Rehder
3. Caryopteris incana (Thunb. ex Houtt.) Miq.
4. Caryopteris jinshajiangensis Y.K.Yang & X.D.Cong
5. Caryopteris minor (C.Pei & S.L.Chen ex C.Y.Wu) C.L.Xiang
6. Caryopteris mongholica Bunge
7. Caryopteris tangutica Maxim.
8. Caryopteris trichosphaera W.W.Sm.
9. Caryopteris ×clandonensis A.Simmonds ex C.H.Curtis